# N-Butylethylether
n-Butylethylether ist eine chemische Verbindung aus der Gruppe der Ether, genauer der Dialkylether. Die Verbindung liegt bei Raumtemperatur als Flüssigkeit vor und ist wie die meisten Dialkylether relativ reaktionsträge.
Konstitutionsisomere sind Isobutylethylether, sec-Butylethylether und tert-Butylethylether.